# Aenigmopsylla grodekovi
Aenigmopsylla grodekovi är en loppart som beskrevs av Sychevsky 1950. Aenigmopsylla grodekovi ingår i släktet Aenigmopsylla och familjen fågelloppor. Inga underarter finns listade i Catalogue of Life.